# Ralphie May
Ralphie May (Chattanooga, Tennessee, 1972. február 17. – Las Vegas, Nevada, 2017. október 6.) amerikai stand-up komikus, színész.

## Filmjei
Színészként
- A pénz szerelmére (For da Love of Money) (2002)
- Spy TV (2002, tv-sorozat, egy epizódban)
- Whoopi (2003, tv-sorozat, egy epizódban)
- Cubed (2010, tv-sorozat, egy epizódban)
- The Best and the Brightest (2010)
- Squidbillies (2013, tv-sorozat, egy epizódban)
- Amynek áll a világ (Inside Amy Schumer) (2016, tv-sorozat, egy epizódban)

Forgatókönyvíróként
- Ralphie May: Just Correct (2004, tv-dokumentumfilm)
- The Big Black Comedy Show, Vol. 2 (2005, videó)
- 1st Amendment Stand Up (2005, tv-dokumentumsorozat, egy epizód)
- Ralphie May: Girth of a Nation (2006, tv-dokumentumfilm)
- Ralphie May: Prime Cut (2007, tv-dokumentumfilm)
- Ralphie May: Austin-Tatious (2008, tv-dokumentumfilm)
- A Video Diary from Iraq (2009, tv-dokumentumfilm)
- Ralphie May: Too Big to Ignore (2012, tv-dokumentumfilm)
- Ralphie May: Imperfectly Yours (2013, tv-dokumentumfilm)
- Ralphie May Filthy Animal Tour (2014, tv)
- Ralphie May: Unruly (2015, videó)

## További információ
- Hivatalos oldal
- Ralphie May az Internet Movie Database-ben (angolul)
- Ralphie May a Rotten Tomatoeson (angolul)